# Harbke
Harbke település Németországban, azon belül Szász-Anhalt tartományban. Lakosainak száma 1836 fő (2023. december 31.).

## Népesség
A település népességének változása:
| Lakosok száma | 1797 | 1777 | 1797 | 1823 | 1836 |
|               | 2017 | 2019 | 2021 | 2022 | 2023 |